# Slavjanskij bulvar (stanice metra v Moskvě)
Slavjanskij bulvar (rusky Славянский бульвар, český překlad Slovanská třída) je stanice moskevského metra.

## Charakter stanice
Slavjanskij bulvar je podzemní jednolodní stanice na lince Arbatsko-Pokrovskaja. Je součástí úseku, který byl původně plánován jako přeložka mělce založené části Filjovské linky. Boční stěny stanice jsou obloženy kubánským mramorem "Verde Guatemala". Stanice má dva vestibuly. Pro veřejnost se stanice otevřela 7. září 2008, stavěla se od roku 1986.

## Incident v roce 2017
Linkový autobus vjel 25. prosince na schodiště do stanice, při nehodě zahynuli čtyři lidé. Řidič autobusu byl zadržen.